# Бездненские волнения
Бездненские волнения — волнения крестьян села Бездна Спасского уезда Казанской губернии (ныне — село Антоновка Спасского района Татарстана) и окрестных деревень в апреле 1861 года вследствие ложной трактовки некоторых статей крестьянской реформы (отмену крепостного права).

## Волнения
В селе Бездна крестьянин Антон Петров истолковывал некоторые статьи «Положений о крестьянах, выходящих из крепостной зависимости» в интересах крестьян. В частности, один из пунктов образца уставной грамоты, в котором было сказано «после 10-й ревизии отпущено на волю столько-то» он растолковал таким образом, что царь дал волю уже в 1858 году, а помещики это скрывали, поэтому вся земля принадлежит крестьянам и хлеб, собранный и проданный в продолжение 2 лет, надо взыскать с помещиков.
Известия об этом быстро распространились и в Бездну стали стекаться крестьяне, численность которых дошла до 10 тысяч. Волнение охватило свыше 75 сёл и деревень Спасского, Чистопольского и Лаишевского уездов Казанской губернии, ряд уездов Симбирской и Самарской губерний — крестьяне отказывались работать на барщине, делили помещичий хлеб, отказывались повиноваться местной администрации, выбирали должностных лиц из своей среды.

## Подавление
12 апреля в село вошли две роты Тарутинского полка под командованием генерал-майора графа А. С. Апраксина. Около дома Антона Петрова собралась толпа числом до 5000 человек. Апраксин потребовал выдать Петрова, но ему кричали: «Нам не нужно посланного от царя, но самого царя давай нам; стреляйте, но стрелять вы будете не в нас, а в Александра Николаевича». После этого по приказу Апраксина было произведено шесть залпов по безоружной толпе, в результате чего, по донесению Апраксина, было убито 51 человек и ранено 77 (по другим сведениям — 87; по сообщению лечившего раненых врача, общее число жертв превышало 350 человек). Только тогда толпа рассеялась, а Антон Петров вышел из дома, неся Положение о крестьянах над головою, и был арестован.
На рапорте Апраксина Александр II написал: «Не могу не одобрить действий гр. Апраксина; как оно ни грустно, но нечего было делать другого». По приговору военно-полевого суда, учреждённого по распоряжению императора, Антон Петров был 19 апреля 1861 года публично расстрелян. Из 16 крестьян, преданных военному суду, 5 были приговорены к наказанию розгами и заключению в тюрьму на разные сроки, большое количество крестьян было наказано розгами и сослано.

## Реакция на события
Расстрел безоружных крестьян вызвал возмущение и протест в России. Даже казанский военный губернатор Козлянинов в своём донесении от 22 апреля министру внутренних дел писал: «Числом жертв он [Апраксин] вызвал здесь негодование многих, тем более, что, кроме непреклонного упорства в ложном толковании и невыдаче Петрова, крестьяне не буйствовали, ни вреда сделать никому не успели и были 12 числа совершенно безоружны». Студенты Казанского университета и Казанской духовной академии организовали демонстративную панихиду по жертвам бездненского расстрела, на которой с речью выступил А. П. Щапов. Несколько статей бездненским событиям посвятил «Колокол» А. И. Герцена (1 и 15 июня, 1 июля 1861; 15 февраля, 1 и 15 марта 1862).
Казанское же дворянство выражало свой восторг действиями Апраксина. «Радости их, — писал в письме адъютант казанского губернатора Половцев, — при получении известия о стрельбе не было конца; многие публично пили шампанское и поздравляли друг друга с успехом; мало того, слабые женщины и те выказывали свою радость и жалели только о том, что убитых было слишком мало».